# Clinton Hart Merriam
Clinton Hart Merriam (New York, 1855. december 5. – Berkeley, Kalifornia, 1942. március 19.) amerikai zoológus, mammalógus, ornitológus, entomológus, néprajzkutató és természettudós. Zoológiai szakmunkákban nevének rövidítése: „Merriam”. Botanikai szakmunkákban nevének rövidítése: „Merriam”.

## Élete
A barátai által „Hart”-nak becézett Merriam 1855-ben, New York városában született. Édesapja, Clinton Levi Merriam New York állam képviselője volt.
Merriam biológiát és anatómiát tanult a Yale Egyetemen. 1879-ben a Columbia Egyetemhez tartozó School of Physicians and Surgeons intézetben megkapta az orvosi címet.
Clinton Hart Merriam 1942-ben, a kaliforniai Berkeleyben halt meg.

## Munkássága a zoológiában
1886-ban Merriamot kinevezték az United States Department of Agriculture-höz tartozó Division of Economic Ornithology and Mammalogy (amely az Amerikai Egyesült Államok Hal- és Vadvédelmi Szolgálata (United States Fish and Wildlife Service) elődjének számít) főigazgatója. 1883-ban az Amerikai Madarászok Egyesületének (American Ornithologists' Union), 1888-ban pedig a National Geographic Societynak volt az alapító tagja. Szintén ő alkotta az úgynevezett „élettér” fogalmát, amely a különböző biomok rendszerezését hivatott segíteni. Vagyis a klimatikusan és földrajzilag meghatározott, ökológiai szempontból hasonló jellegű életközösségek (növények, állatok, talajlakó élőlények) együttesének a könnyebb tanulmányozását és megértését. A mammalógia területén arról vált híressé, hogy túlságosan is felosztotta a taxonokat, például az észak-amerikai barna medvét több nemre és több tíz fajra osztotta fel.
1899-ben Merriam segített E. H. Harriman vasútmágnásnak megszervezni az alaszkai partvonal felderítését célzó felfedezőutat.

### Róla elnevezett élőlények
- Meleagris gallopavo merriami - a vadpulyka egyik alfaja
- Cervus canadensis merriami - a vapiti egyik alfaja
- Merriam-csíkosmókus (Tamias merriami)
- Merriam-amerikaiegér (Peromyscus merriami)

## Munkássága a néprajzkutatásban
Életnének későbbi szakaszában a Harriman család pénzbeli támogatásával Merriam figyelme az Amerikai Egyesült Államok nyugati partján élő indián törzsek tanulmányozása és megsegítése felé fordult. A közép-kaliforniai indiánok közt végzett munkássága igen értékes hagyatéknak számít. Számos mitológiát és népszokást jegyzett le.

## Rokonsága
Lánytestvére, Florence Augusta Merriam Bailey úttörő ornitológus volt, aki bevezette a közkedvelt útikalauzokat a madarak megismerése céljából. Férjhez ment a szintén természettudós Vernon Orlando Baileyhez, aki Clinton Hart Merriammal együtt számos gyűjtőutat tett.
Unokája, az 1930-as évi születésű Lee Merriam Talbot (geológus és ökológus) a Természetvédelmi Világszövetségnek (IUCN) dolgozott. 1957-ben Merriam Talbot és csapata újra felfedezték a kihaltnak vélt mezopotámiai dámvadat (Dama mesopotamica). Lee Merriam Talbot az IUCN főtitkára volt 1980 és 1983 között.

## Clinton Hart Merriam által alkotott és/vagy megnevezett taxonok
Az alábbi linkben megnézhető Clinton Hart Merriam taxonjainak egy része.

### Fordítás
- Ez a szócikk részben vagy egészben  a   Clinton Hart Merriam című angol Wikipédia-szócikk ezen változatának fordításán alapul.  Az eredeti cikk szerkesztőit annak laptörténete sorolja fel. Ez a jelzés csupán a megfogalmazás eredetét és a szerzői jogokat jelzi, nem szolgál a cikkben szereplő információk forrásmegjelöléseként.